# Dialekt środkowokaszubski

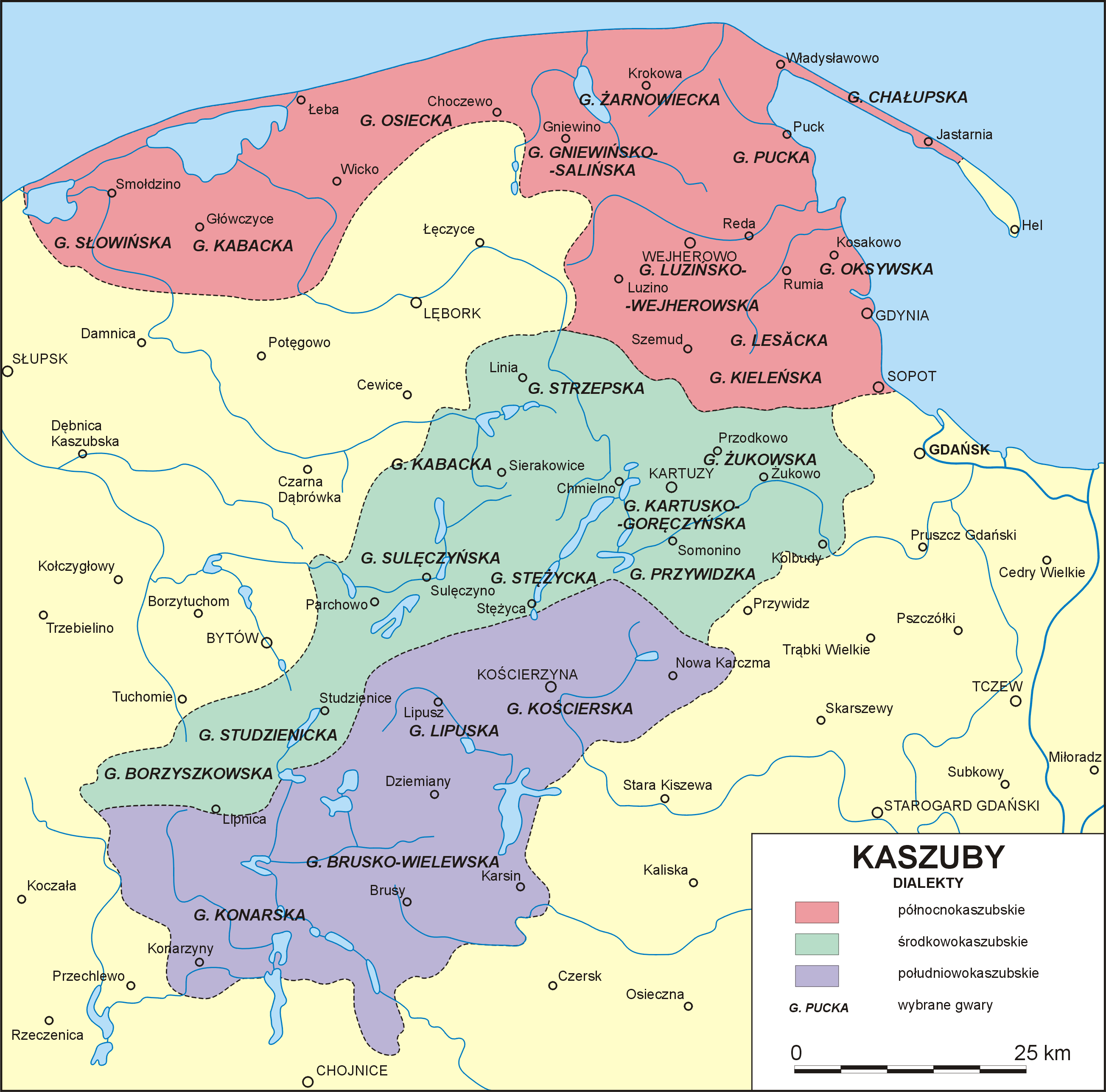
Dialekty języka kaszubskiego

Dialekt środkowokaszubski – jeden z trzech głównych zespołów gwarowych kaszubszczyzny. Obszar, na którym występuje dialekt przez różnych uczonych jest wyznaczany inaczej, pewnym jest natomiast, iż należą do niego takie gwary jak: strzepska, żukowska, sierakowsko-gowidlińska, kartusko-goręczyńska, przywidzka, sulęczyńska oraz stężycka. Dialekt charakteryzuje się przechodniością pomiędzy dialektem północnokaszubskim a zespołem gwar południowokaszubskich. Jako pewna „kompromisowa” odmiana etnolektu, kaszubszczyzna środkowa posłużyła Stefanowi Ramułtowi w tworzeniu słownika języka kaszubskiego.

## Niektóre cechy środkowej kaszubszczyzny
- wymowa ô jak ścieśnionego e[3]
- samogłoska u zbliżona brzmieniem do samogłoski i[3]